# Common Public License
CPL (Common Public License) jest jedną z licencji wolnego oprogramowania, która została sformułowana w 1988 przez IBM. Treść licencji została zatwierdzona przez Open Source Initiative. Środowisko programistyczne Eclipse był (do roku 2004) przykładowym projektem rozprowadzanym na licencji CPL. Obecnie projekt rozwinął własną treść licencji pod nazwą Eclipse Public Licence, która początkowo bazowała na treści licencji CPL.
CPL jest licencją copyleft, w treści bardzo podobną do GNU General Public License. Główną zmianą jest dodanie klauzuli uniemożliwiającej zmiany w kodzie programu mające na celu czerpanie korzyści ze sprzedaży zmienionego programu. W takich sytuacjach treść licencji CPL pozwala jedynie na darmowe rozprowadzanie programu. Ten dodatek powoduje, że licencja CPL nie jest zgodna z GPL (jest to opinia Ebena Moglena oraz strony internetowej GNU), ale możliwe, że przyszła wersja licencji GPL przyjmie podobną klauzulę.
Microsoft wydał swoje projekty Windows Installer XML (WiX), Windows Template Library (WTL) i silnik FlexWiki na licencji CPL jako projekty SourceForge.